# Heinz Wengler
Heinz Wengler (Bielefeld, 27 settembre 1912 – 1º ottobre 1942) è stato un ciclista su strada tedesco.
Professionista dal 1937 al 1942, conta la vittoria di una tappa al Tour de France.

## Carriera
Corse per la squadra tedesca Dürkopp, ottenendo due vittorie in sei anni di professionismo, la tappa di Bielefeld al Deutschland Tour nel 1937 e la tappa di Saintes al Tour de France dello stesso anno. Partecipò a due edizioni del Tour de France ed ai mondiali del 1937. Morì combattendo sul Fronte orientale durante la Seconda guerra mondiale.

## Palmarès
- 1937 (Dürkopp, 2 vittorie)

9ª tappa Deutschland Tour (Colonia > Bielefeld)
17ª tappa, 2ª semitappa Tour de France (Royan > Saintes), ex aequo con Adolf Braeckeveldt)

## Piazzamenti

### Grandi Giri
- Tour de France

1937: 37º
1938: ritirato (9ª tappa)

### Competizioni mondiali
- Campionati del mondo

Copenaghen 1937 - In linea: ritirato?